# 利口な不服従
利口な不服従（英語：Intelligent disobedience）とは、障害者を助ける為に訓練されたサービスアニマル（盲導犬、聴導犬など）が、主人の安全を守るために、敢えて彼ら主人の命令に逆らう事である。利口な不服従ができることはサービスアニマルがその役割を上手く果たすために重要な能力の1つであるため、利口な不服従ができるようになるための訓練はサービスアニマルとなるために重要な訓練の1つとして位置付けられている。この利口な不服従という考え方は1936年から使用されていて、サービスアニマルとなるための訓練の一部として一般的に行われる課題となっている。

## 例
盲人がある方向に進みたいと思いそのような命令を盲導犬に出した時、その方向に例えば地面に深い溝があって盲人が転落するなどの危険が考えられる場合は、主人である盲人の命令を盲導犬は拒否する。他にも、盲人がやはりある方向に進みたいと思ってそのような命令を出した時、例えば盲導犬自身は何の問題もなくその場所を通れたとしても、比較的低い場所に木の枝などがあって盲人が頭をぶつける可能性がある場合は、やはり主人である盲人の命令を盲導犬は拒否する。これら例のように、盲導犬は盲人が出した命令をそのまま実行した場合、盲導犬自身にとってそれが危険であろうとなかろうと、その命令を実行した結果として盲人が傷を負う可能性がある時、主人である盲人の命令には服従せずに、動くことを拒否するのである。さらに、このような利口な不服従はこれまで述べてきたような何か行動を開始する時だけではなく、継続中の行動をしている時にでもできなくてはならない。例えば、盲人とともに盲導犬が前方へと何の障壁もない平地を歩いていたとしても、盲人と盲導犬はコミュニケーションを取っており、盲導犬は盲人が安全に前進し続けられることを確認していて、盲導犬は安全に前進可能であることを盲人へと伝えているのである。そして何か危険な場所に出くわした場合、盲導犬は前進の指示が盲人から出され続けていたとしても、利口な不服従をしてその場に止まるのである。この他にも、例えば前方に降り階段があったとする。盲人がその階段を降りる時に、盲人がその階段に気が付いているというサインを盲導犬に送らずに、そのまま盲人が階段を降りようとした時、ルール違反（もしも、盲人が階段に気付いておらず平地のつもりで足を踏み出せば、階段を転げ落ちるなどの危険が考えられる）なので、盲導犬は利口な不服従を行って、盲導犬はその場を動かないのである。盲導犬は、盲人が階段に気が付いているというサインを出して、はじめて階段を降り始めるのである。しかし、もし盲人がその先は降り階段であると信じ込んでいて、その階段を降りる事を望んで、階段に気が付いているというサインを出して階段を降りようとしたものの、実際のところその先は降り階段などではなく、崖や埠頭などの危険な絶壁であった場合、やはり盲導犬は利口な不服従をして前進を拒否するのである
。
つまり、盲導犬は、盲導犬となるための訓練を受けた時に行ってはならないと習ったことと、主人である盲人からの命令が合致する時、（逆に、盲導犬となるための訓練を受けた時に行わなければならないと習ったことと、主人である盲人の命令が矛盾する時）、主人である盲人はその障害のために自身の安全を守るための正しい判断ができていないと盲導犬は判断して、主人である盲人の安全を守るために盲導犬が代わりに決断を下すのである。その結果が、この利口な不服従となって現れるのである。そして、このような利口な不服従ができて、はじめて盲導犬は、盲人の安全を守るための行動をすることを理解した（盲導犬となるために必要な能力の1つを獲得した）と言えるのである。